# Natriumstannat
Natriumstannat ist ein Natrium-Salz der Zinnsäure. Es tritt in verschiedenen Spezies auf.

## Gewinnung und Darstellung
Natriumstannat gewinnt man durch Auflösung von Zinn(IV)-oxid in überschüssiger, konzentrierter und etwa 100 °C heißer Natronlauge, wobei das Trihydrat entsteht. Durch direktes Schmelzen von Zinn(IV)-oxid und Natriumhydroxid entsteht das Anhydrat.
{\displaystyle \mathrm {SnO_{2}+2\ NaOH\longrightarrow Na_{2}SnO_{3}+H_{2}O} }
Auf ähnliche Weise kann Natriumstannat durch Reaktion von Zinn oder Zinn(IV)-sulfid mit heißer Natronlauge gewonnen werden.
{\displaystyle \mathrm {Sn+2\ NaOH+H_{2}O\longrightarrow Na_{2}SnO_{3}+2\ H_{2}} }
{\displaystyle \mathrm {3\ SnS_{2}+6\ NaOH\longrightarrow Na_{2}SnO_{3}+2\ Na_{2}SnS_{3}+3\ H_{2}O} }
Es bildet sich auch bei der Reaktion von Natriumstannit mit Luftsauerstoff.
Effektive industrielle Methoden erfolgen zum Beispiel durch Reaktion von Natriumcarbonat und Zinn(IV)-oxid aus Cassiterit bei etwa 850 °C.
{\displaystyle \mathrm {Na_{2}CO_{3}+SnO_{2}\longrightarrow Na_{2}SnO_{3}+CO_{2}} }

## Eigenschaften
Natriumstannat-Trihydrat ist ein farbloses kristallines Pulver (dünne, sechsseitige Plättchen), das in Wasser sehr leicht löslich ist, wobei die Löslichkeit mit steigender Temperatur stark abnimmt. Es enthält stets geringe Mengen von Natriumhydroxid adsorbiert und ist sehr empfindlich gegen Kohlendioxid. Es besitzt eine rhomboedrische Kristallstruktur mit der Raumgruppe R3 (Raumgruppen-Nr. 148) (a = 5,84 Å, a = 61,2°) mit einer Überstruktur des Cadmium(II)-iodid-Typs. Das Trihydrat kann nicht in das Anhydrat überführt werden und zersetzt sich bei 140 °C.

## Verwendung
Natriumstannat wird verwendet:
- als Gelbildner
- zur Herstellung von reinem Zinn, anderen Stannaten und Zinnverbindungen
- als Bestandteil von Elektrolyten zur Verzinnung
- als Beschichtungsmaterial (Papier)

Das hauptsächlich verwendete Hexahydroxo-Salz Na2[Sn(OH)6] wird auch als Natriumhexahydrostannat, Natriumhexahydroxostannat, Präpariersalz oder Grundiersalz bezeichnet. Es kann aber auch als das Trihydrat des einfachen Natriumstannates aufgefasst werden: Na2SnO3·3 H2O.